# 대인 (대홍려)
대인(戴仁, ? ~ 기원전 89년)은 전한 중기의 관료이다.

## 행적
정화 4년(기원전 89년), 대홍려에 임명되었으나 무고에 연루되어 주살되었다.

## 출전
- 반고, 《한서》 권19하 백관공경표 下

| 전임 전천추 | 전한의 대홍려 기원전 89년 | 후임 전광명 |